# Andrè
Andrè fue un dúo musical femenino de Rumania formado por Andreea Bălan y Andreea Antonescu en 1998. Su álbum debut fue La întâlnire en 1999 y participaron en el Festival musical de Mamaia con su exitoso sencillo "Liberă la mare". El dúo rápidamente logró un gran éxito y atención de los medios debido a las letras sexuales y ropa provocativa que lucían en sus actuaciones, así como los frecuentes escándalos de sus componentes. Pese a ello, la banda recibió en 2002 cuatro discos de platino y uno de oro por los más de 1,2 millones de copias de discos vendidos, la banda rumana con mayores ventas. Apodadas Las princesas rumanas del dance, Bălan y Antonescu abandonaron la banda en 2001 para iniciar sus carreras musicales en solitario.

## Discografía

### La întâlnire(1999)
1. "Să ne distrăm"
2. "La întâlnire"
3. "Fac ce vreau"
4. "Metroul de noapte"
5. "Rezemat de gard"
6. "Nu mă uita"
7. "Iluzii"
8. "Spune-mi"
9. "DJ Phantom Spray Colorant"
10. "Andrè (Ouatro)"

### Noapte de vis(2000)
1. "Caravanele"
2. "Nu mă uita" (Mambo mix)
3. "Liberă la mare"
4. "E iarnă iar"
5. "Noapte de vis"

### Prima iubire(2000)
1. "Prima iubire" (3:50)
2. "Lasă-mă papa la mare" (3:54)
3. "Kazacioc" (3:36)
4. "Andre hit mix" (colaj) (6:15)
5. "Prima iubire" (karaoke) (3:50)
6. "Prima iubire" (remix) (3:36)
7. "Spune-mi" (remix) (3:10)

### Am să-mi fac de cap(2000)
1. "Am să-mi fac de cap" (3:47)
2. "Flori de tei" (3:52)
3. "Flori de tei" (karaoke) (3:52)
4. "Outro" (4:39)
5. "E vremea mea" (3:43)
6. "The Caravanes" (3:46)
7. "E iarnă"  (3:48)
8. "Sună-mă" (3:51)

### O noapte și-o zi(2001)
1. "O noapte și-o zi" (3:31)
2. "Ia-mă în brațe" (3:28)
3. "Nu mă iubi" (3:15)
4. "Dă-mi iubirea" (3:24)
5. "Mi-ai jurat" (3:35)
6. "Mi-ai jurat" (negativ) (3:35)
7. "Nu te voi ierta" (3:39)
8. "Nu mai sta" (3:12)

### The best of Andre(2001)
1. "Noapte de vis" (3.30)
2. "Liberă la mare" (3:30)
3. "Flori de tei" (3:59)
4. "Caravanele" (3:51)
5. "E vremea mea" (3:46)
6. "Lasă-mă papa la mare" (3:45)
7. "Prima iubire" (3:52)
8. "Fac ce vreau" (3:29)
9. "La întâlnire" (3:46)
10. "Nu mă uita" (3:56)
11. "Să ne distrăm" (3:36)
12. "Sună-mă" (3:54)
13. "Metroul de noapte" (3:11)
14. "Nu mai sta" (3:18)

### JUGYCLAUS(2019)
1. "Jugyclaus" (2.58)